# منى الزاملي
منى علي شياع الزاملي وهي سياسية عراقية شغلت منصب عضوة في الجمعية الوطنية الانتقالية المؤقتة عامي 2004 و2005، وكانت عضوة في لجنة شؤون المحافظات والشكاوي في الجمعية.